# Torre del Oro
La Torre del Oro de Sevilla es una torre albarrana situada al margen oriental del río Guadalquivir, en la ciudad de Sevilla, Andalucía, España. Es una construcción almohade de entre 1220 y 1221. El segundo cuerpo es mudéjar, construido durante el reinado de Pedro I. El tercer cuerpo fue construido en 1760. El primer cuerpo mide 15,20 metros de diámetro y el conjunto tiene 36,75 metros de altura.
Fue declarada monumento histórico-artístico en 1931. Fue restaurada por última vez en 2005. Desde 1944 alberga un Museo Marítimo, dependiente de la Armada.
Se sitúa en el casco histórico de la ciudad hispalense, en el barrio del Arenal, en la misma zona de la plaza de toros de la Maestranza, la Torre de la Plata o las Atarazanas y en la orilla de enfrente se encuentra el Barrio de Triana.

## Historia
Según el libro de comienzos del siglo XIV titulado Rawd al-Qirtas, la torre se construyó en el año 617 de la Hégira. Esto es en nuestro calendario entre el 8 de marzo de 1220 y el 24 de febrero de 1221.
Según el historiador Teodoro Falcón, los almohades construyeron una coracha que iba desde el ángulo exterior más meridional del Alcázar hasta el río. La coracha estaba defendida por una serie de torres, una de ellas era la Torre de la Plata, y sobresaliendo un muro hacia el río, terminaba en la Torre del Oro.
Es mencionada en fuentes musulmanas como Bury al-Dahab, que significa Torre del Oro.
Se ha argumentado diversas razones para su nombre. Tras la restauración de 2005 el nombre se atribuyó a una apariencia dorada dada por una mezcla de mortero de cal y paja prensada que la recubría.
En cuanto a la cimentación de la torre, esta consiste en una losa de hormigón de cal con un espesor de unos 5 m. (desde la cota +3m. a la cota -2m.). Dicha cimentación se apoya sobre un terreno blando, pues es una zona aluvial muy cercana al propio río por lo que en su cimentación se añadió madera de pino para darle mayor consistencia. Además de estos 5 metros de cimentación iniciales, en 1760 tras las obras de restauración efectuadas por los desperfectos que ocasionó el llamado terremoto de Lisboa, se macizó como cimentación la planta baja de la torre, lo que supone un aumento de 6 metros. Por ello, actualmente la Torre del Oro cuenta con unos 11 metros de cimentación.
En 1248, para tomar la ciudad, uno de los barcos castellanos rompió el puente de barcas que unía la orilla de Sevilla y la de Triana. La flota castellana mandada por el almirante Ramón de Bonifaz, que en dos ocasiones los documentos de la época lo definen como un "ome de Burgos" y "un burgalés de Burgos", rompió el puente en 1248 remontando el río, mientras las tropas de Fernando III de Castilla sitiaban la ciudad.
El historiador del siglo XVII Diego Ortiz de Zúñiga dice que junto a la Torre del Oro, antes de remontar hasta el citado puente, había "una gran cadena de maderos eslabonados con argollas de hierro" que iban de la Torre del Oro a un "murallón" que había en la orilla opuesta del que "todavía se conservan cimientos". Y que, aunque de esa gran cadena no se habla en la Crónica de Alfonso X, "es menester creerlo de antiguas memorias en que se refiere". Hoy sabemos que es falso, nunca existió.

La Torre del Oro en el Escudo de Santander, Cantabria.

Un barco rompiendo las cadenas del río Guadalquivir junto a la Torre del Oro aparece en los escudos de Avilés, Santander, Laredo, Santoña y Comillas. En 1984 esta escena se incorporó al escudo de Cantabria gracias a los historiadores Mario García-Oliva, José Luis Casado Soto y María del Carmen González Echegaray. El artículo 2 de la Ley 8/1984, de 22 de diciembre, del escudo de la comunidad autónoma de Cantabria dice:

El escudo de Cantabria es de forma cuadrilonga, con la punta redondeada de estilo español y el campo cortado. En campo de azur, torre de oro almenada y mazonada, aclarada de azur, diestrada de una nave natural que con la proa ha roto una cadena que va desde la torre al flanco derecho del escudo.

Según la tradición, un fragmento de las cadenas que se rompieron en la Reconquista de Sevilla fue llevado iglesia de parroquial de Santa María de la Asunción de Laredo. En 2021 la Universidad Complutense de Madrid realizó un estudio de esta cadena que demostraba que tenía una antigüedad de 800 años, con un margen de error de 50 años.
En «Primera Crónica General. Estoria de España que mandó componer Alfonso el Sabio» se menciona la Torre del Oro por este nombre en dos ocasiones: en un amplio elogio a la ciudad y cuando se habla de la toma de Sevilla de 1248. En un diploma original del 29 de diciembre de 1253 Alfonso X otorgó a Nicolás "de la Torre del Oro" un horno en la calle de Francos, por lo que es posible que a esa persona se le hubiese encargado custodiar la torre. También hay constancia, por una carta de Alfonso X al clero parroquial del 5 de noviembre de 1271, de que en la torre había una capilla en la que se celebraba todos los años la festividad de San Ildefonso, patrón del rey.
La primera representación de la torre está en un sello del Cabildo de Sevilla de entre los siglos XIII y XIV. El original se encuentra en el Instituto Valencia de Don Juan de Madrid, aunque el Ayuntamiento de Sevilla tiene una copia. Como el sello está incompleto, no puede verse el segundo cuerpo de la torre.
El profesor de arqueología Fernando Amores Carredano ha considerado los merlones de la terraza del primer cuerpo y todo el segundo cuerpo como construcciones de los tiempos de Pedro I, en la segunda mitad del siglo XIV. El segundo cuerpo sería, según este académico, una construcción de estilo mudéjar.
El historiador medieval Pedro López de Ayala escribió que en esta torre el rey Pedro I de Castilla guardaba tesoros en monedas de oro y plata.
Luis de Peraza, que escribió la primera «Historia de Sevilla» en 1535, dice que la torre se encontraba cubierta de azulejos que brillaban con la luz del Sol. El mismo cronista añade en esa obra que a la torre se la llamaba "del Oro" porque el rey Pedro I guardó tesoros en ella. José Gestoso y Pérez buscó los azulejos dorados primitivos cuando se restauró la torre en el 1900 y no los encontró, nunca existieron. La cúpula sobre la linterna arquitectónica de la parte superior, levantada en 1760, está cubierta de azulejos dorados.
Dada la proximidad de la torre al Muelle de la Aduana se ha dicho que se llamaba así porque en ella se almacenaba el oro que venía de América, pero es falso ya que el oro se guardaba en una estancia de la Casa de la Contratación (Sala del Tesoro) y era procesado en la Casa de la Moneda.
A principios del siglo XV sirvió de prisión para personajes de la nobleza.
La Torre del Oro quedó afectada por el terremoto de Carmona del 5 de abril de 1504. El 17 de octubre de 1504 Fernando el Católico escribió desde Medina del Campo al Concejo de Sevilla solicitando que se reparasen los daños. El 12 de julio de 1505 la reina Juana escribió desde Segovia a Juan de Silva diciéndole que la Torre del Oro de Sevilla estaba mal reparada y a punto de derrumbarse. Hubo nuevos terremotos en 1522 y 1531. Hacia 1535 Peraza informa que la torre estaba rodeada por un grueso cinturón de hierro para que no se terminase de abrir. Este cinturón de hierro debió ser colocado en 1504, pero tuvo que ser sustituido porque consta que en octubre de 1538 se pagó al herrero francés Juan Abel por otro.
En 1597 la Real Audiencia hizo prisioneros al alcalde de justicia, Sebastián de Carvajal, y a los 24 jurados del cabildo en la Torre del Oro y en la Puerta de Triana por haber sacado de la cárcel a una presa para azotarla. Finalmente, se les puso en libertad con una multa.
Fue dañada por un fuerte temporal de viento el 28 de abril de 1680, siendo reparada con un coste de más de 1 000 reales por el maestro mayor de la ciudad, Acisclo Burgueño.
El 9 de octubre de 1680 se produjo un terremoto que dañó la torre. Por este motivo se colocó en el segundo cuerpo una abrazadera de hierro.
El terremoto de Lisboa del 1 de noviembre de 1755 agravó el estado de deterioro de la torre, cuya cimentación había sido dañada además por riadas previas. Gracias al conde de Mejorada, caballero veinticuatro y procurador mayor, reconocieron la torre las siguientes personas: Pedro de San Martín, maestro mayor de obras de la ciudad; Ignacio Moreno, maestro mayor del Real Alcázar; y Francisco Sánchez de Aragón, maestro mayor de la Real Audiencia. El presupuesto de la restauración fue presentado el 8 de marzo de 1756 por Ignacio Moreno y Francisco Sánchez de Aragón y era de más de 55 000 reales de vellón. Sánchez de Aragón, por su parte, presentó el 14 de septiembre de 1757 dos alternativas: derribar la torre por completo o dejar solo el primer cuerpo.
En 1758 el rey encargó que supervisase la torre también Sebastián Van der Borcht, que acaba de terminar la construcción de la Real Fábrica de Tabacos de Sevilla.
Finalmente, las obras de restauración de la torre empezaron el 17 de marzo de 1760. Se rellenó la planta baja. Como se cegaron las ventanas del segundo cuerpo, hubo que construir la linterna arquitectónica con ventanas de ojos de buey. Esta tenía una cúpula de azulejos dorados. La linterna y su cúpula fueron construidas entre el 14 de junio y el 27 de julio de ese año. En agosto se abrieron seis grandes vanos en la torre y se les colocaron balcones de hierro.
En el siglo XIX también se sucedieron las inundaciones. En la fachada oeste de la torre se conservan tres azulejos que recuerdan hasta donde llegó el agua en tres de esas riadas: del 21 de enero de 1856, del 8 de diciembre de 1876 y del 10 de marzo de 1892.
En 1809 la torre fue restaurada con fondos de la Caja del Real Alcázar.
En 1815 la torre pasó a ser usada por la Compañía de Navegación del Guadalquivir.
En 1821, siendo alcalde de la ciudad el conde de Montelirios, el Ayuntamiento alquiló la torre a la Corona por 150 duros anuales.
Se llevaron a cabo otras reparaciones de menor importancia entre 1822 y 1827 dirgidas por Tomás Escacena.
En 1822 se establecieron en este lugar las oficinas de la capitanía del puerto y el fielato del muelle.
Manuel María Morales diseñó, el 3 de marzo de 1825, unos arcos en la muralla que había desde el Alcázar a la Torre del Oro para mejorar el tránsito. Amador de los Ríos indica que el derribo de la muralla a la que estaba unida la torre tuvo lugar en 1821, pero lo cierto es que tuvo lugar en 1830 siendo alcalde José Manuel Arjona.
En la década de 1850 se llevaron a cabo reparaciones menores en la torre, supervisadas por Juan Manuel Caballero. Estas obras terminaron el 14 de mayo de 1860.
La Real Casa y Patrimonio encargó el 9 de marzo de 1866 al teniente alcaide del Alcázar que vendiese la torre. Sin embargo, el 17 de marzo del mismo año una orden de Isabel II suspendió la venta.
El 7 de enero de 1870 la Marina se hizo con el usufructo de la torre, para usarla de comandancia y capitanía del puerto.
En 1871 se pensó en derribar la torre. Demetrio de los Ríos, miembro de la Comisión de Monumentos Históricos y Artísticos, se opuso. La Real Academia de Bellas Artes de San Fernando de Madrid dirigió un documento al ministro de Hacienda el 17 de mayo de 1871 para que no se vendiese ni derribase la torre, que finalmente se preservó. La Academia de San Fernando dirigió otro documento al ministro de Fomento el 27 de junio de 1871 para que se declarase la torre monumento nacional, lo que no tuvo lugar hasta el 5 de junio de 1931.
Entre 1887 y 1888 se instaló un pararrayos.
En 1891 la Comandancia de Marina quiso restaurar la torre y consultó a la Comisión de Monumentos de Sevilla y a la Academia de San Fernando al respecto. Las obras de restauración comenzaron el 20 de septiembre de 1899 y terminaron el 20 de marzo de 1900. Fueron llevadas a cabo por el ingeniero naval Carlos Halcón y Gutiérrez de Acuña. El miembro de la Comisión de Monumentos José Gestoso tuvo que asesorar a Halcón, que ignoraba algunas de sus recomendaciones y con el que discrepaba con frecuencia. José Gestoso llegó a presentar su dimisión a la Comisión pero sus compañeros de esta le disuadieron de marcharse. Gestoso logró rescatar de los escombros de esta restauración un capitel original que se conserva en el Museo Arqueológico de Sevilla.
En 1899 consta que en una de las plantas estaba la Junta de Obras del Puerto y que en otra estaba la capitanía del puerto.
El 10 de abril de 1923 la torre fue visitada por Alfonso XIII. 
En 1935 el coronel de ingenieros de la Armada José Emilio Díez Hidalgo realizó un proyecto de rehabilitación del edificio.
El 5 de junio de 1936 la Gaceta de Marina publicó la disposición para instalar en la torre de un Museo Marítimo. Esto no pudo ser acometido entonces a causa de la Guerra Civil. Entre 1942 y 1944 se llevó a cabo la rehabilitación de la torre. El museo abrió sus puertas el 24 de junio de 1944. Su primer director fue el capitán de corbeta Julio Guillén Tato. En el inventario de 1947 figura que en el museo se exponían 143 objetos, en 1982 eran 418 y en 1992 eran 425.
En 1992 se llevaron a cabo obras de restauración en la torre, que consistieron sobre todo en la reposición de merlones y en la impermeabilización de las terrazas.
El 13 de agosto de 1992, en el contexto de la Exposición Universal de Sevilla, se hermanó la Torre del Oro con la Torre de Belem de Lisboa.
En 2005 fue nuevamente restaurada.
En 2021 la empresa pública española Correos emitió un sello donde se conmemoraban los 800 años de la Torre del Oro. El sello muestra la torre engalanada con banderas el 10 de agosto de 2019 con motivo de la conmemoración del quinto centenario de la partida de Sevilla de la expedición de Magallanes-Elcano, que dio la primera vuelta al mundo.

## En la cultura popular
El escritor Juan de la Cueva, en su poema La conquista de la Bética (1603), menciona la Torre del Oro. Miguel de Cervantes, en su novela picaresca Rinconete y Cortadillo (1613), menciona también la torre y su entorno. Del mismo modo, Lope de Vega menciona esta torre en sus obras El amante agradecido (1618) y El Arenal de Sevilla (1618). También es mencionada por Luis Vélez de Guevara en su obra El diablo cojuelo (1641).
La torre tiene un papel en una obra del duque de Rivas, titulada El Alcázar de Sevilla (1834). En ella se narra como el rey Pedro I tenía custodiada en la torre a su amante Aldonza Coronel, hermana de María Coronel y esposa del noble Alvar Pérez de Guzmán. La torre vuelve a ser mencionada por el duque de Rivas en su romance La buenaventura (1839), sobre Hernán Cortés, y en su obra Una antigualla de Sevilla (1841).
La torre es mencionada por Salvador Rueda en Granada y Sevilla (1890) y por Rubén Darío en Tierras solares (1904).
Francisco Villaespesa le dedicó un soneto en dodecasílabos en su poemario Panderetas sevillanas (1914).
También es mencionada por Gerardo Diego en sus poemas Torerillo en Triana (1926) y Luz de Sevilla (1964).
La Torre del Oro aparece en una maqueta de la ciudad de Sevilla flanqueada por las santas Justa y Rufina que hay en el retablo mayor de la catedral de Sevilla. La maqueta y las santas fueron realizadas por Jorge Fernández hacia 1510.
En la Iglesia de Santa Ana del barrio sevillano de Triana hay un óleo sobre tabla realizado por el Maestro de Moguer, de hacia 1500, donde aparecen las santas Justa y Rufina junto a una vista de la ciudad en la se aprecia la Torre del Oro. En la Academia de Bellas Artes de San Fernando de Madrid hay un cuadro titulado Alegoría de la pintura sevillana, de entre 1770 y 1775, realizado por Juan de Espinal, donde se ve la Torre del Oro. La torre también aparece en el cuadro La Inmaculada con Miguel Cid, realizado por Francisco Pacheco en 1617, que se encuentra en el museo de la catedral de Sevilla.
La torre figura en vistas de Sevilla realizadas realizadas a partir del siglo XVI. Pueden citarse como ejemplos un dibujo de la ciudad de Pedro de Medina de 1548, una xilografía de 1570 que ilustra un libro de Juan de Mal Lara sobre la visita de Felipe II a Sevilla, un grabado de Ambrosius Brambilla de 1585, un grabado anónimo editado por Johannes Janssonius en 1617, un grabado atribuido a Pedro Tortolero de 1738 y muchas otras.
David Roberts pintó la Torre del Oro en dos ocasiones en 1833. Una de estas obras es una aguada conservada en The Morgan Library & Museum de Nueva York y la otra es un óleo sobre tabla conservado en el Museo del Prado.
La Torre del Oro aparece en la portada del libro Viaje a Andalucía de SS. MM. y AA. RR. de Francisco María Tubino de 1862.
La Torre del Oro es la "maravilla" que puede construir la civilización española en la expansión Age of Empires II: The Conquerors y en los videojuegos Age of Empires II: HD Edition y Age of Empires II: Definitive Edition.

## Galería de imágenes

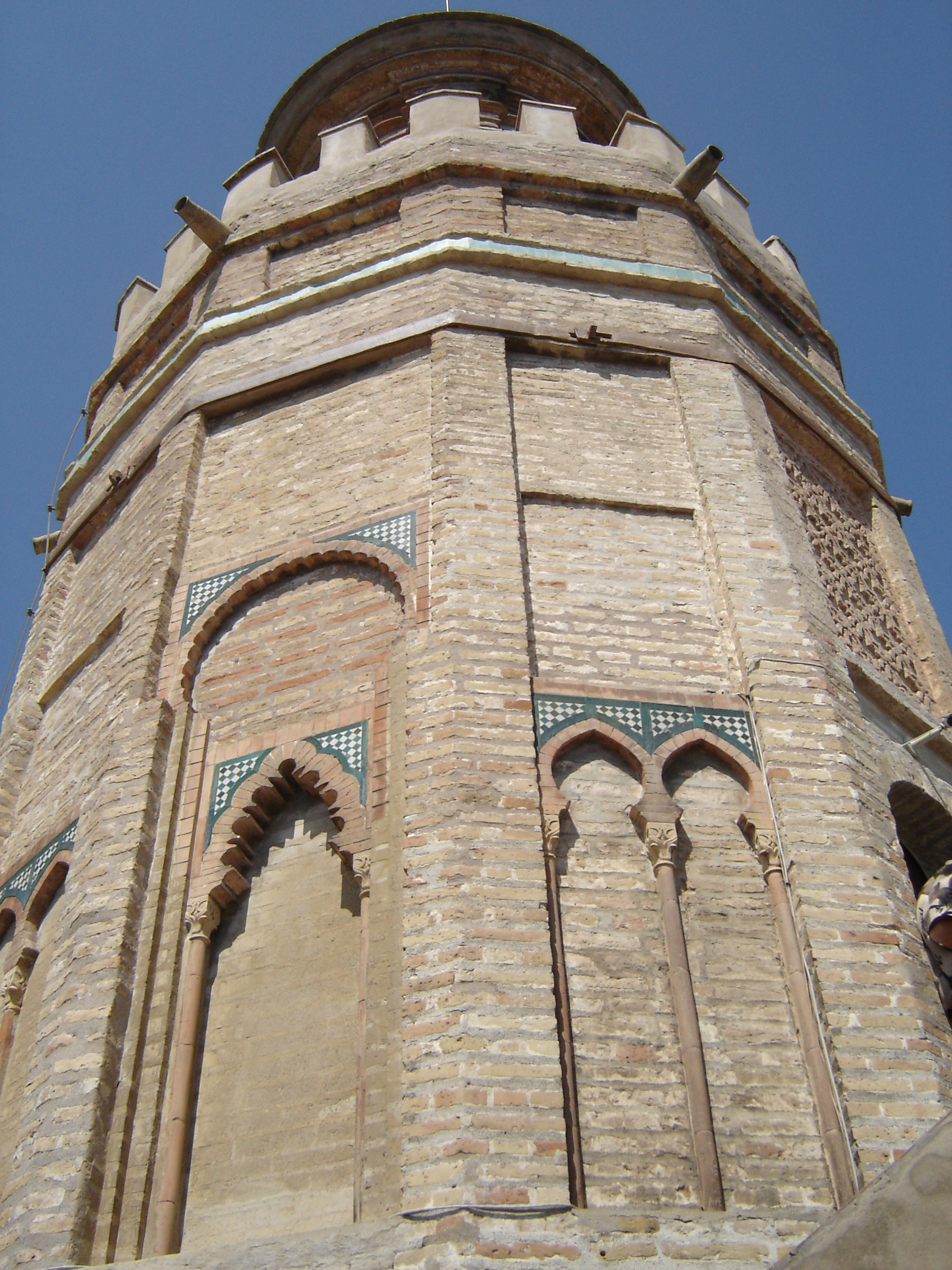
Cuerpo superior.
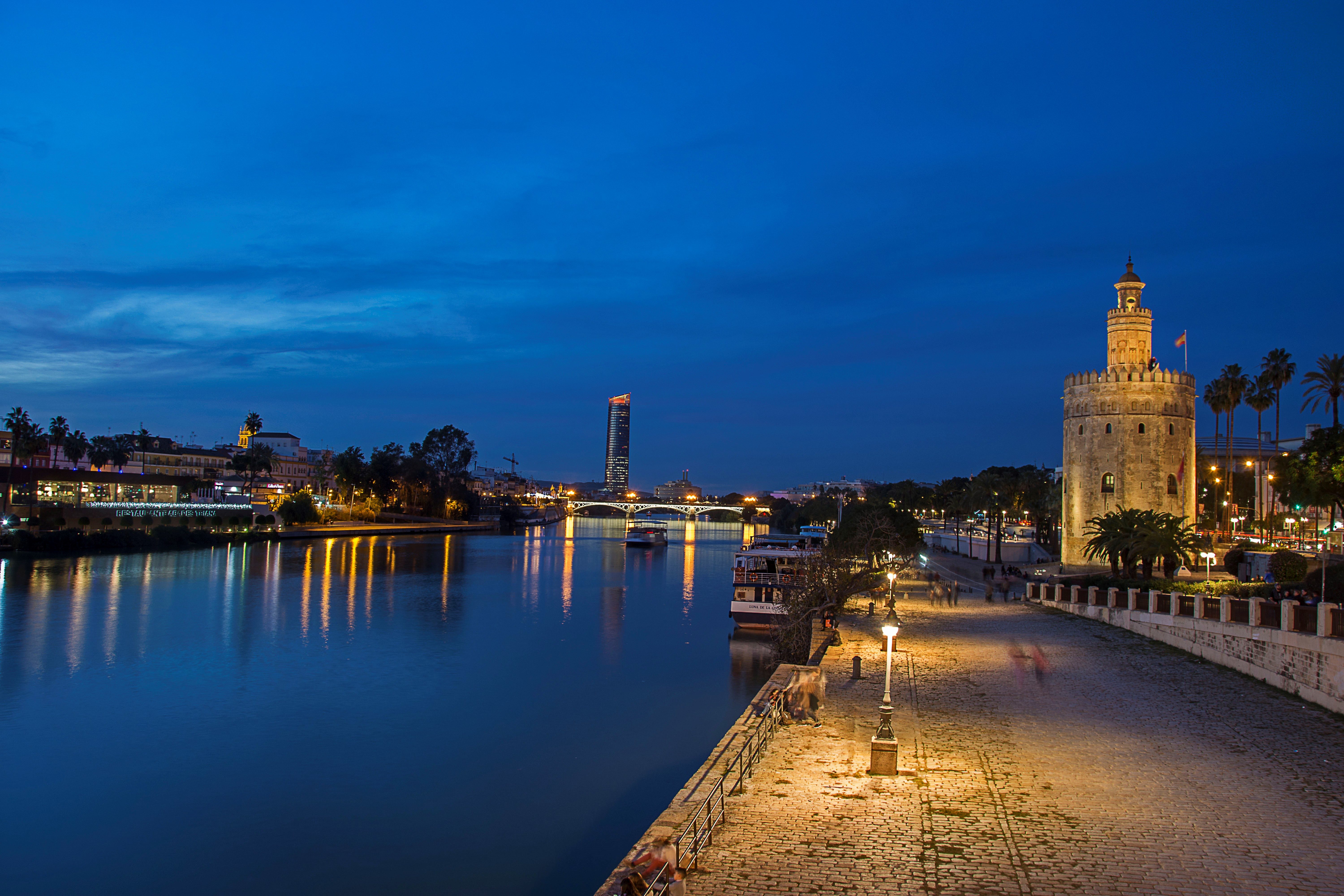
La torre en su entorno del Guadalquivir.
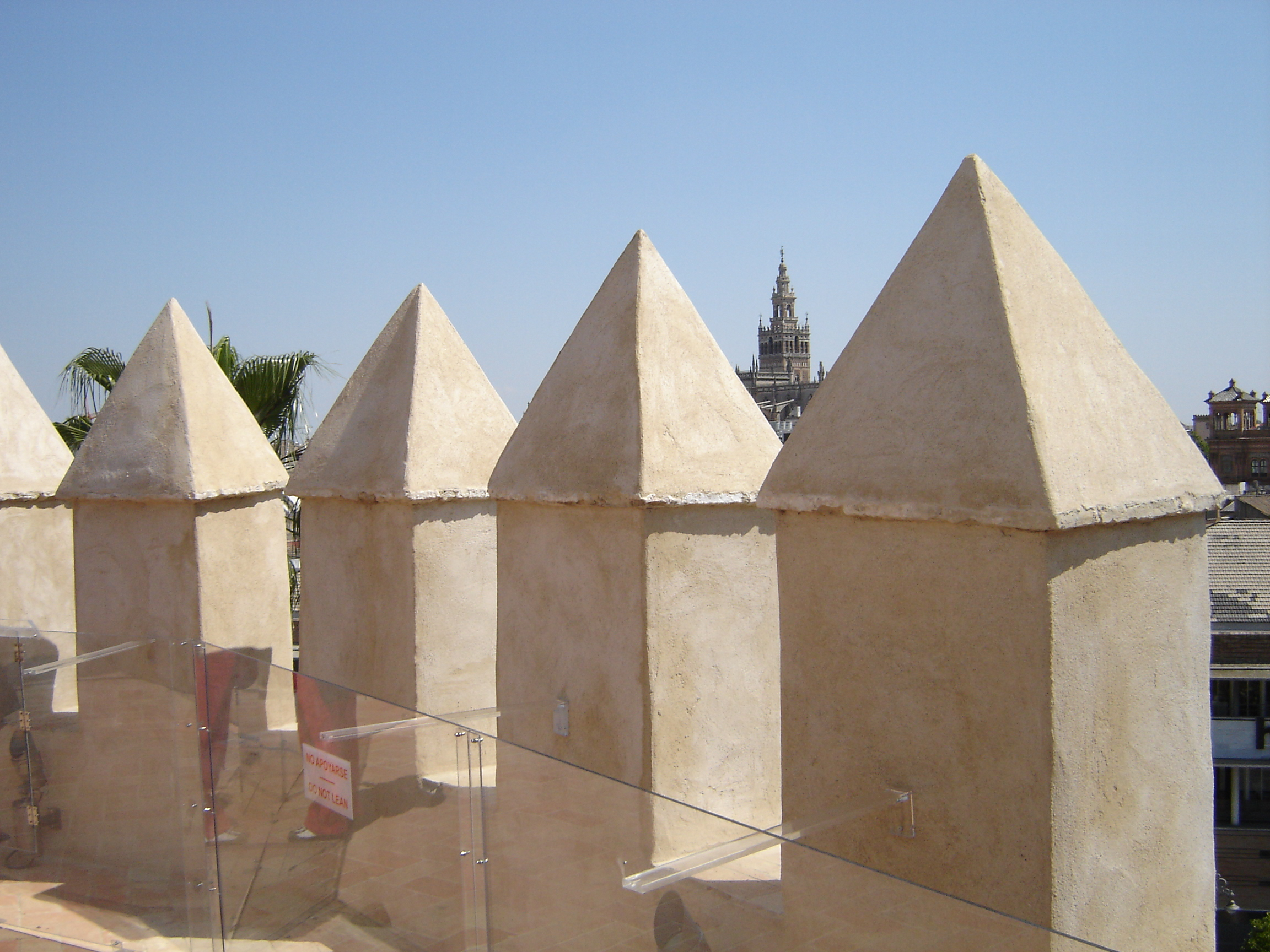
Almenas, con la Giralda al fondo.
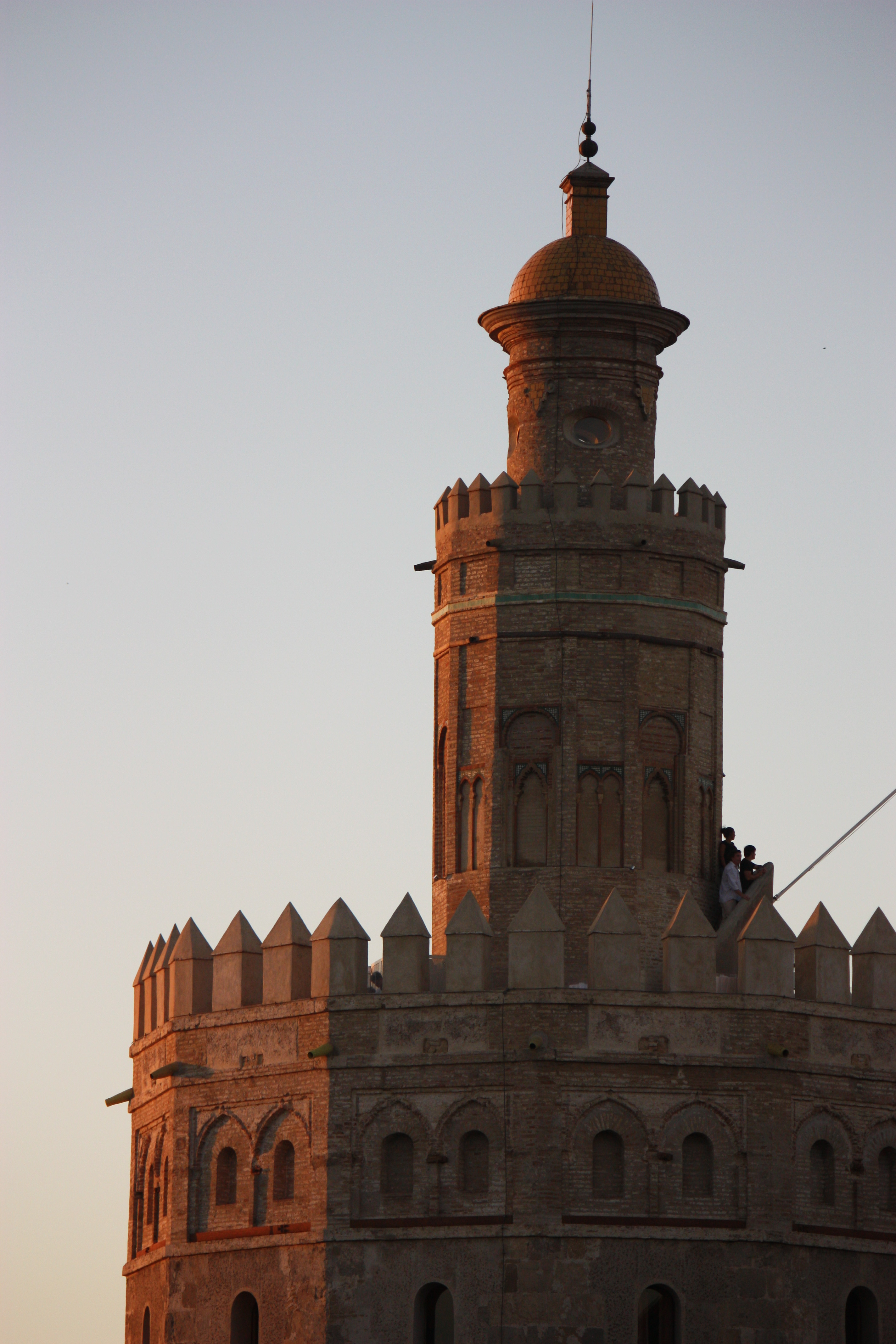
Atardecer.
Charles Clifford - El Guadalquivir, la Torre del Oro, Sevilla (cerca de 1862)